# La Vie de l'auto
La Vie de l'Auto est une revue française, fondée en 1976, consacrée à l'automobile ancienne.

## Description
Les rubriques de La Vie de l'auto sont :
- Le courrier des lecteurs
- Pleins phares
- Les ventes
- Des reportages sur les salons, les manifestations et rallyes en France et à l’étranger
- Le calendrier des ventes
- À bord d'une…
- Le guide de l'acheteur

Mais aussi des actualités, des enquêtes exclusives, la vie des clubs, les comptes-rendus des ventes aux enchères. L’agenda complet des manifestations, sans oublier de nombreuses pages de petites annonces.